# Trichaeta monoleuca
Trichaeta monoleuca är en fjärilsart som beskrevs av George Francis Hampson 1903. Trichaeta monoleuca ingår i släktet Trichaeta och familjen björnspinnare. Inga underarter finns listade i Catalogue of Life.